# Orthocentrus frontator
Orthocentrus frontator là một loài tò vò trong họ Ichneumonidae.